# Židovský hřbitov v Podbřezí
Židovský hřbitov se nachází v Podbřezí v okrese Rychnov nad Kněžnou v Královéhradeckém kraji a byl založen kolem roku 1700. Od roku 1988 je chráněnou kulturní památkou.

## Historie a popis
Židovský hřbitov se nachází asi 300 metrů severovýchodně od obce na pravém břehu řeky Dědina jako dar místní židovské obci pánů Mladotů.
Nejstarší maceva pochází z roku 1725, poslední náhrobek je z roku 1906. V 90. letech 20. století byl hřbitov rekonstruován – vyčištěn od náletových rostlin, obvodová zeď byla opravena a povalené náhrobky byly opět vztyčeny.
Areál je volně přístupný brankou, která stojí na místě márnice zbořené v roce 1911, a je průběžně udržován ve správě Židovské obce Praha.

## Zajímavosti
- Tento lesní hřbitov, jenž je považován za jedno z nejkrásnějších míst regionu,[6] se v románu Temno Aloise Jiráska zmiňuje jako malebný a přitažlivý.[7]
- S místem je spojena legenda o lakomém Löwim, který od doby, kdy zemřel, prý na místě musí každý den přepočítávat peníze, jež si ukryl, a jejich odlesky lze na místě spatřit.[7]

## Další fotografie

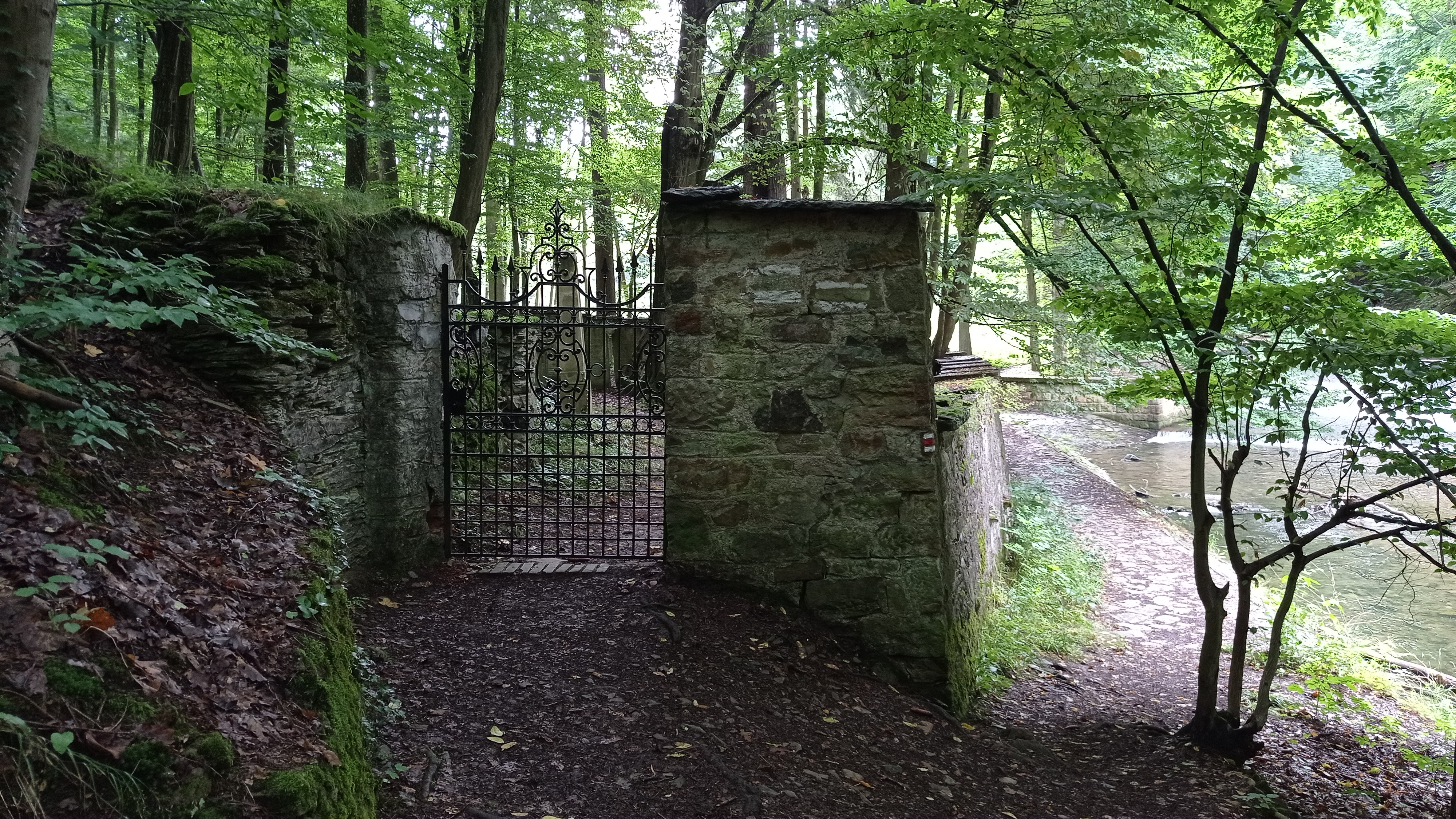
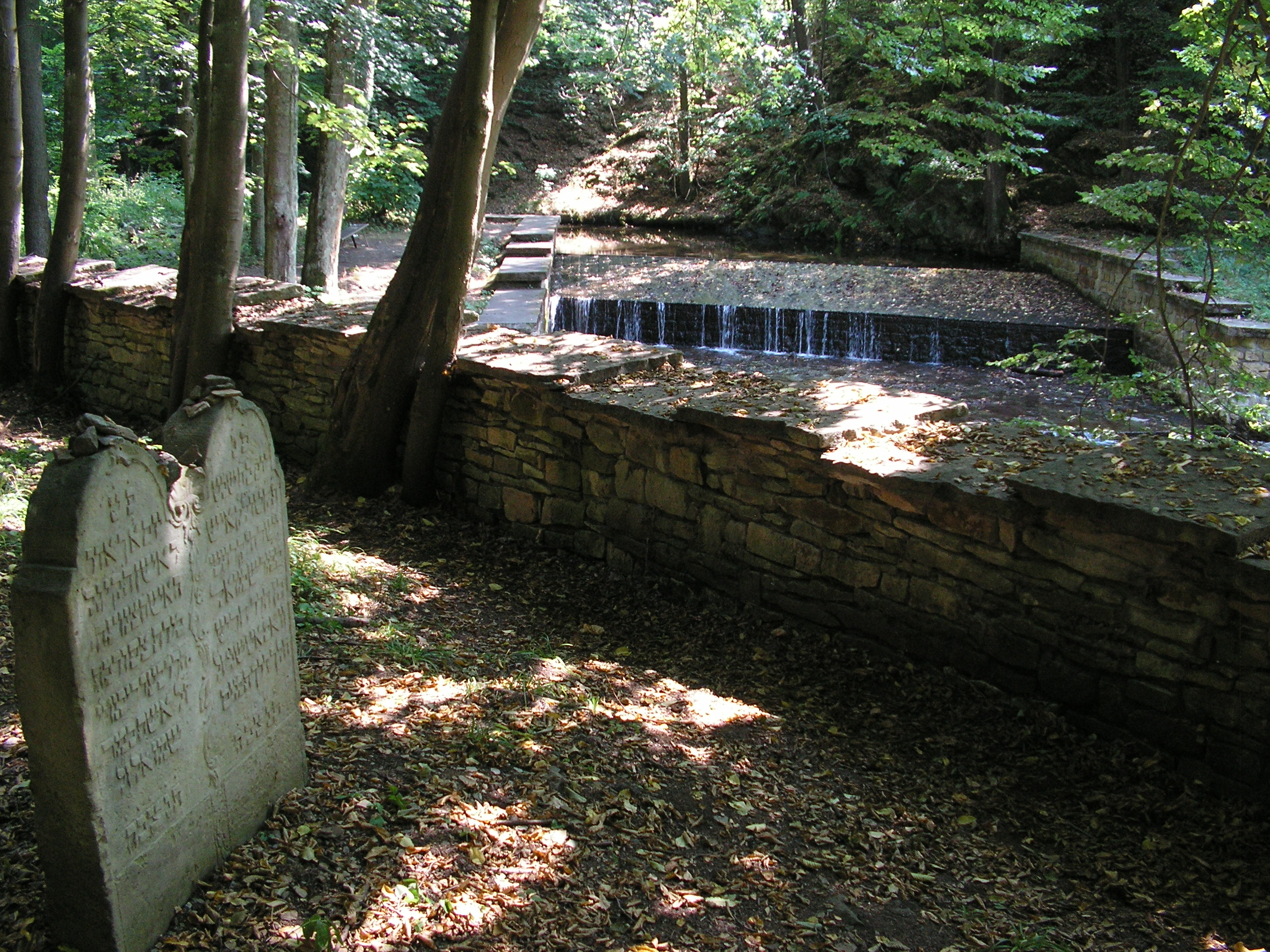
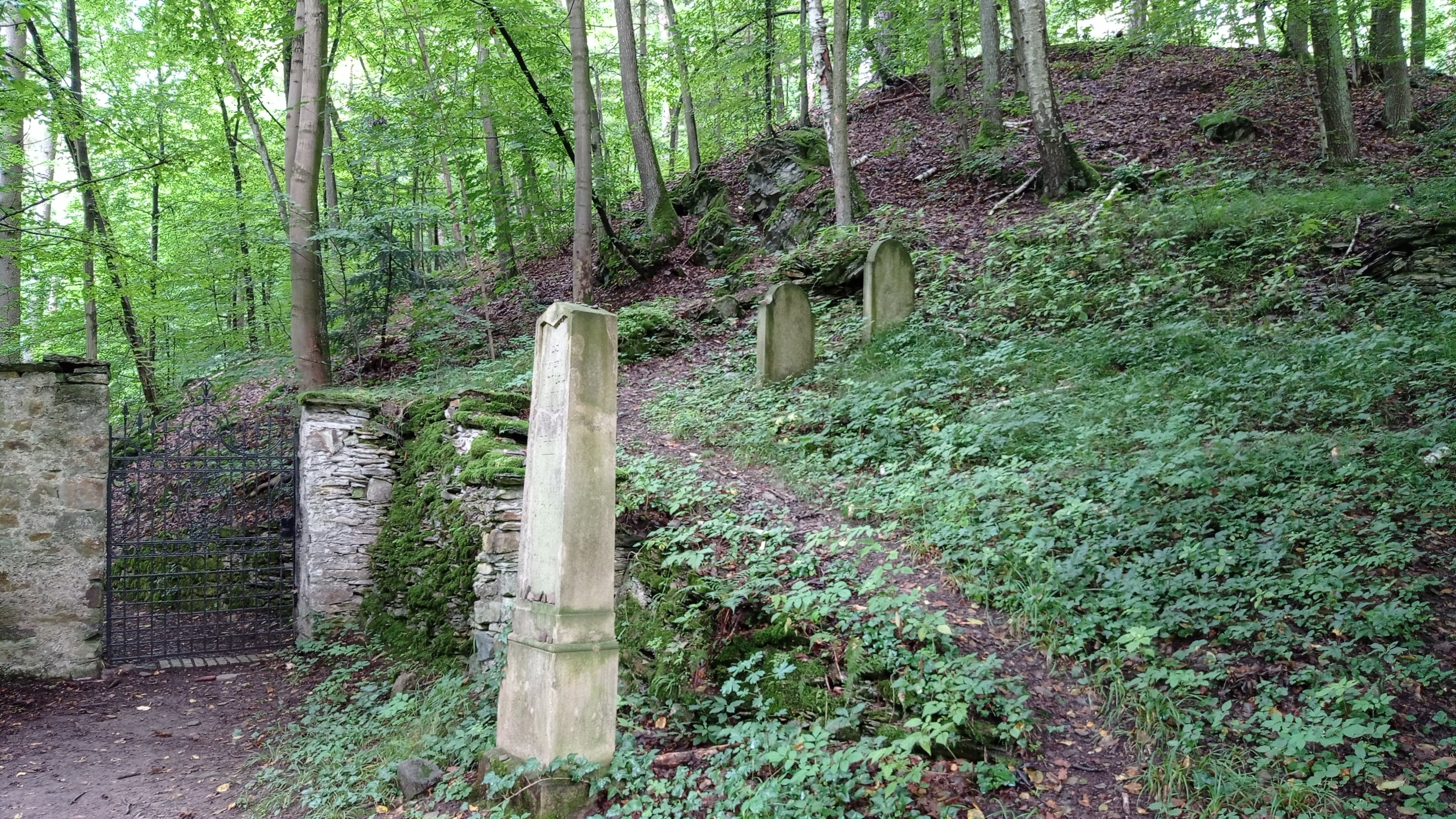
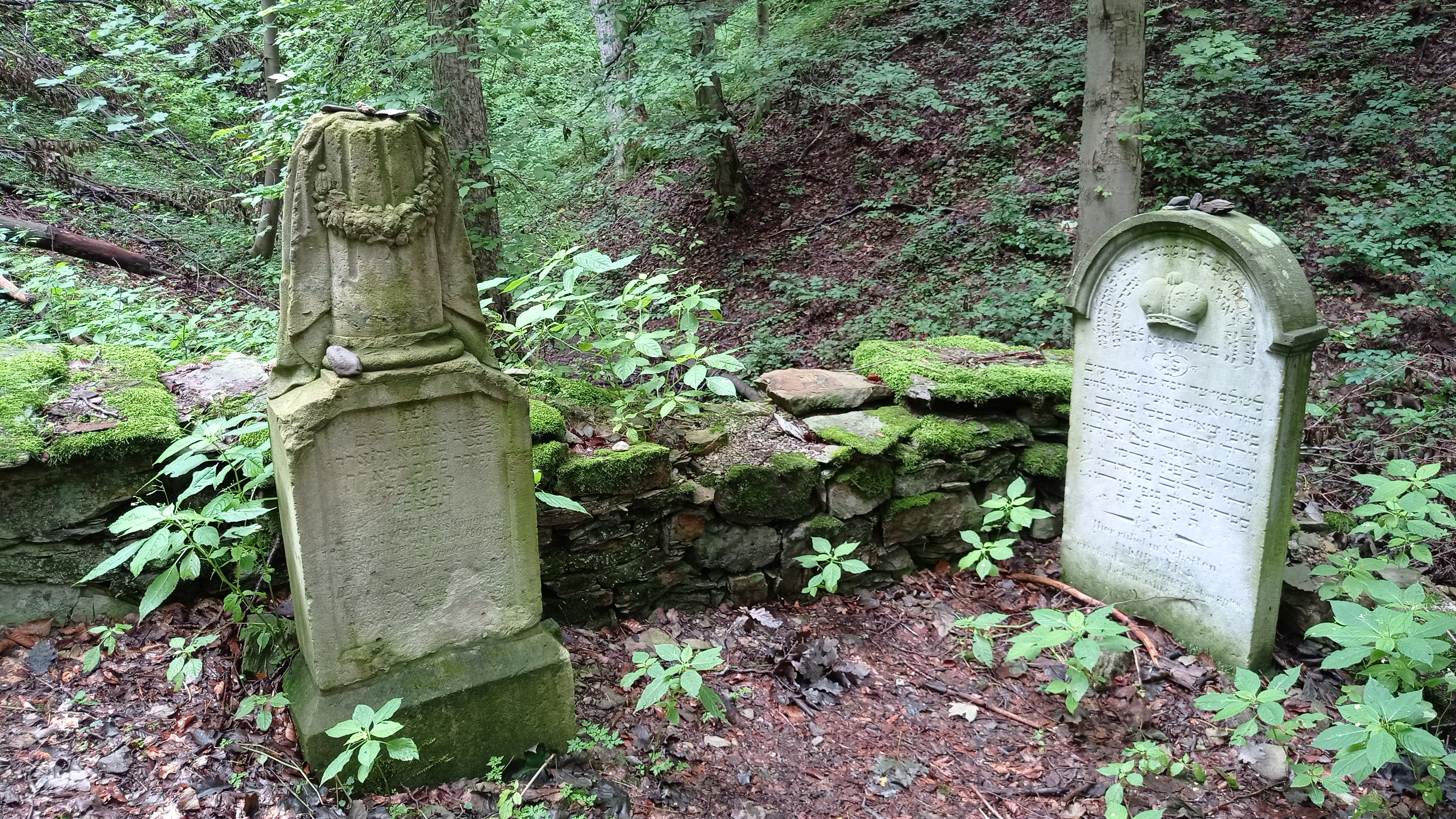
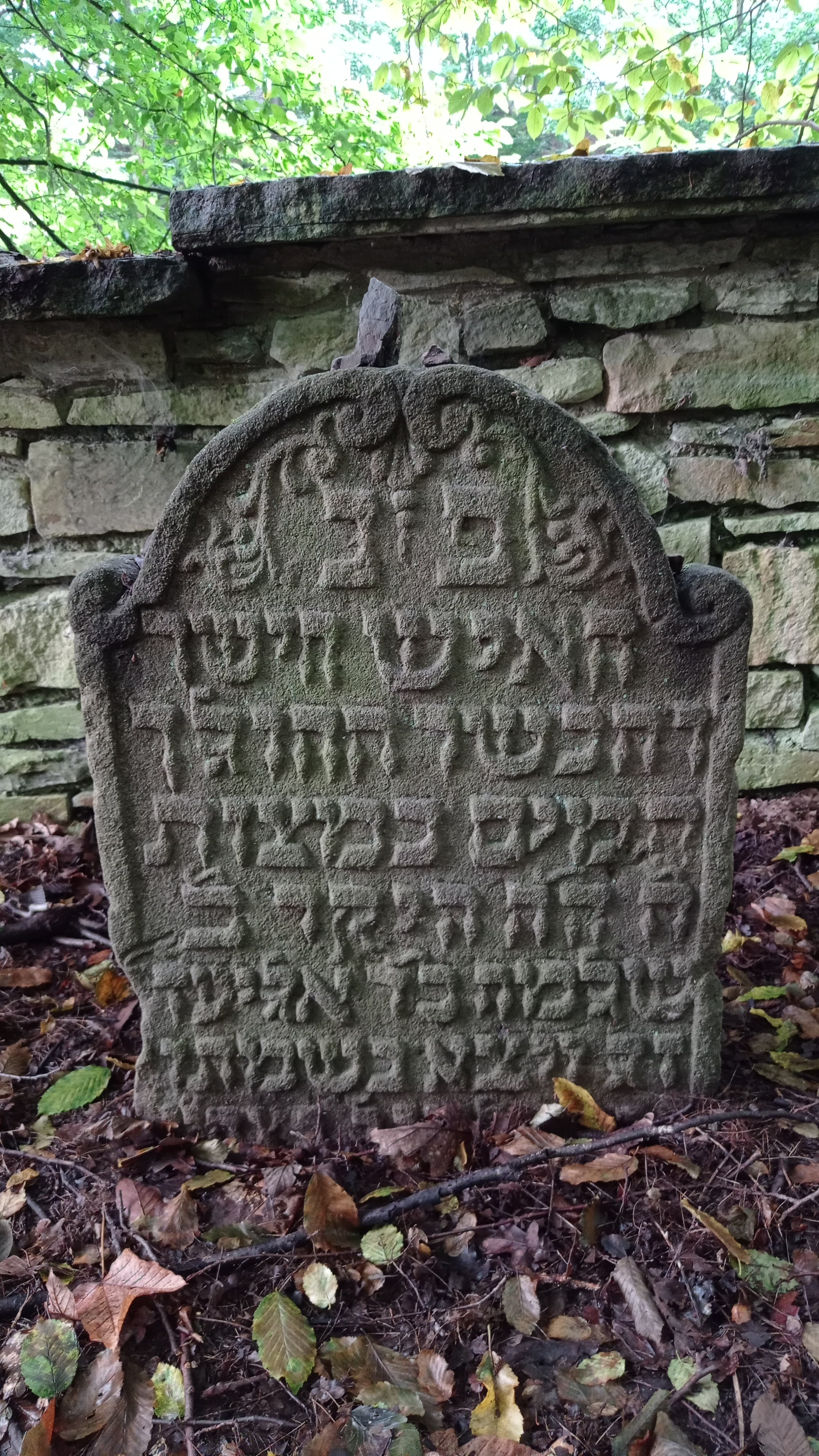
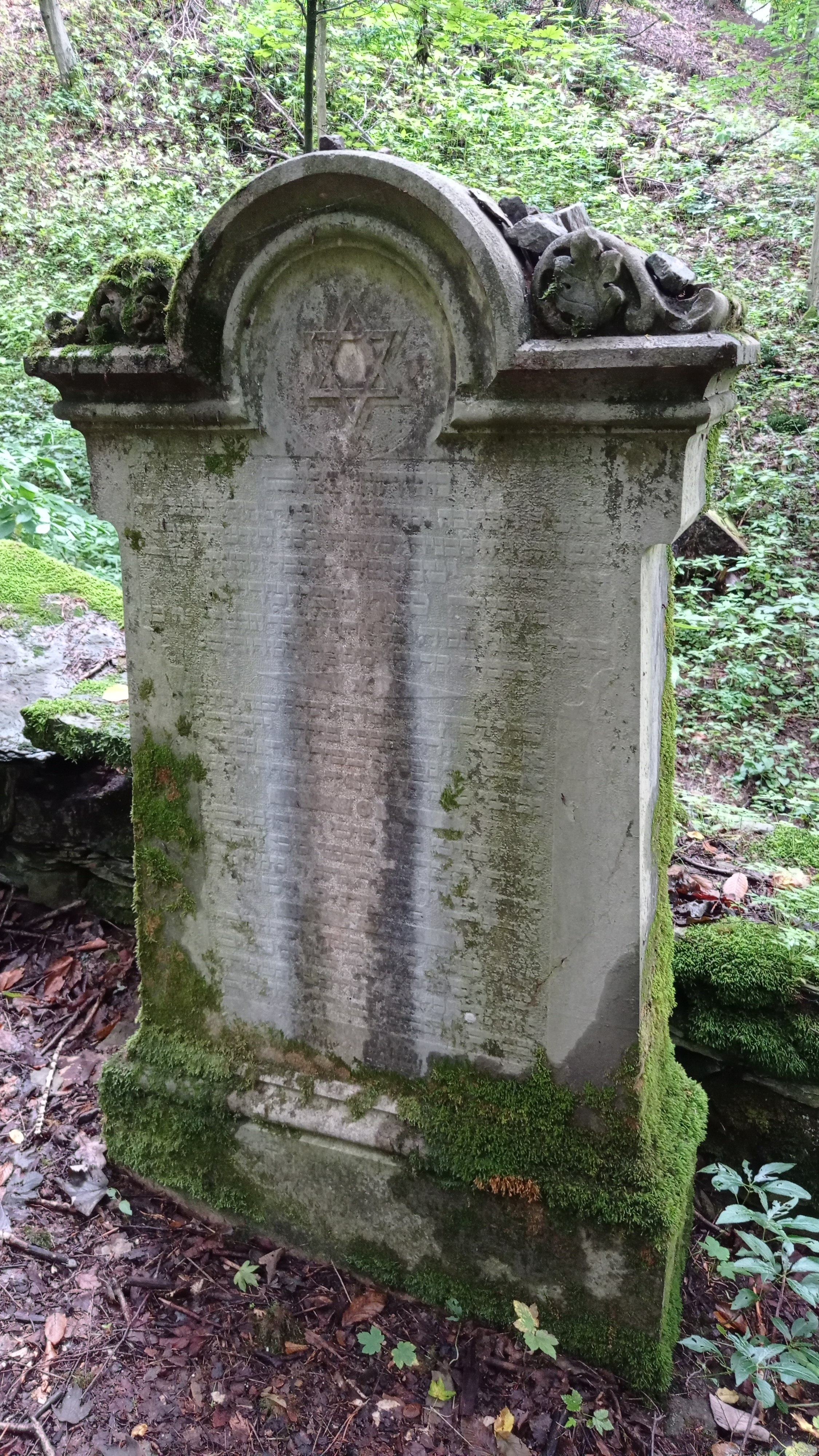
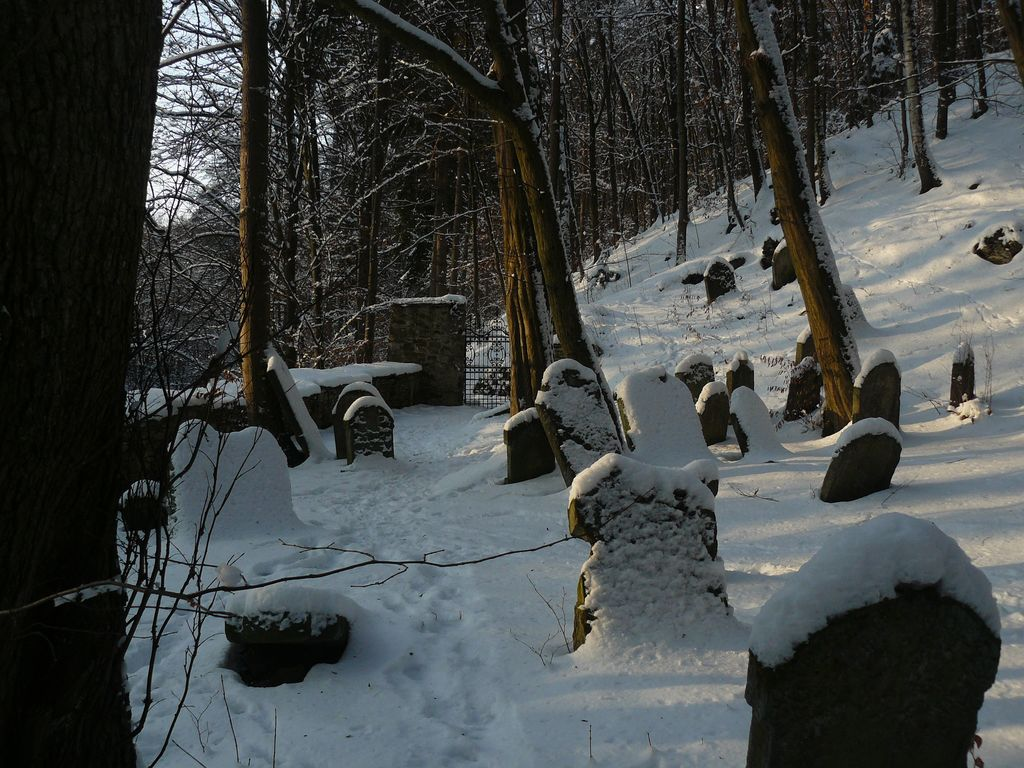